# Martin Huß (Drucker)
Martin Huß (auch Huss, * um 1445 in Bottwar; † nach 1482) war der dritte Buchdrucker in Lyon und schuf das älteste bebilderte französische Druckwerk.

## Leben
Huß stammte aus Bottwar bei Marbach in Württemberg. Er schrieb sich 1468 an der Universität Erfurt ein und erwarb den Grad eines Magisters. In Basel erlernte Huß die Kunst des Buchdrucks.
Mit Johannes Siber († 1493) aus Nördlingen, der auch zu den „gelehrten Buchdrucker“ zählte, gründete Huß die dritte Buchdruckerei in Lyon. Nach dem Druck zweier medizinischer Werke mit einer Type Basler Stils, trennt sich Huß von Siber und eröffnet seine eigene Offizin. An dem gemeinschaftlichen Unternehmen hatte sich der Arzt Johannes Theobaldi (Jean Thibaut) als Korrektor und Finanzier beteiligt.
Im Jahr 1482 sind die letzten Drucke von Huß erschienen. Zeitlich anschließend nahm Matthias Huß aus Bottwar seine Tätigkeit auf. Mirouer de la rédemption humaine, eine Übersetzung des Speculum humanae salvationis von Julien Macho war das älteste bebilderte französische Druckwerk. Martin Huß druckte 1478 und 1479 zwei Ausgaben. Die hölzernen Druckstöcken für die 256 Illustrationen übernahm er von Bernhard Richel aus Basel. Matthias Huß druckt drei weitere Auflagen des Werks. Ob er ein jüngerer Bruder von Martin ist und bereits in dessen Werkstatt gearbeitet hat, ist nicht nachzuweisen. Daneben druckte der ältere mit eigenen Typen mehrere juristische und kirchenrechtliche Werke sowie einen französischen Psalter. Einer seiner Auftraggeber ist der Verleger Barthélemy Buyer († um 1485).
Der jüngere Huß ist noch 1507 in Lyon urkundlich nachgewiesen.

## Von Martin Huß gedruckte Werke (Auswahl)
- J. Mesue: De consolatione medicinarum. Mit Joh. Siber, März 1478.[2]
- Matthaeus Silvaticus: Pandectae medicinae. Mit Joh. Siber, April 1478.[3]
- Johannes Petrus de Ferrariis: Practica iudicialis. Mit Joh. Siber, 1478.[4]
- Ablassbrief zum besten der Wiederherstellung der Kathedrale zu Saintes. Mit Joh. Siber, 1478.[5]
- Mirouer de la rédemption humaine (Speculum humanae salvationis). August 1478.[6]
- Mirouer de la rédemption humaine (Speculum humanae salvationis). 1479.[7]
- Jean de Mandeville: Itinerarium. Für Barthélemy Buyer, 1480.[8]
- Odofredus: Lectura super Codicis Justiniani libros I-IX. 1480.[9]
- Aldobrandino da Siena: Le Livre pour garder la santé du corps. 1481.[10]
- Psalterium (französisch). Ohne Jahr.[11]